# Obwarzanek krakowski
Bánh obwarzanek krakowski (phát âm tiếng Ba Lan: [ɔbvaˈʐanɛk kraˈkɔfskʲi], số nhiều: obwarzanki krakowskie [ɔbvaˈʐaŋkʲi kraˈkɔfskʲɛ]; cũng được đọc là obarzanek) là một loại bánh mì hình vòng bện được luộc và rắc với muối và mè hoặc hạt anh túc trước khi nướng. Bánh có ruột màu trắng, vị ngọt, mềm và dai bên dưới lớp vỏ giòn màu nâu vàng. Theo phong cách truyền thống, bánh thường được bán trên các xe đẩy dạo, và là món ăn vặt phổ biến ở thành phố Kraków của Ba Lan - nơi bánh mang vị thế của ẩm thực vùng miền có chỉ dẫn địa lý được bảo vệ. Bánh liên quan chặt chẽ nhưng khác biệt với Bánh mì vòng, bublik và Brezel.

## Từ nguyên học
Thuật ngữ obwarzanek krakowski là từ Ba Lan. Danh từ tiếng Ba Lan obwarzanek, hoặc obarzanek, xuất phát từ động từ obwarzać,"luộc sơ qua", đề cập đến kỹ thuật đặc biệt là luộc bột đã nhào trước khi nướng bánh. Tính từ krakowski chỉ rõ bất cứ thứ gì có nguồn gốc hoặc có liên quan đến thành phố Kraków.

## Mô tả
Bánh obwarzanek krakowski là sản phẩm được nướng có hình tròn. Bánh có hình bầu dục hoặc thỉnh thoảng là hình tròn có một lỗ ở giữa. Bề mặt bánh được tạo hình bằng các dải bột nhào, hình tròn hoặc bầu dục vắt chéo nhau, bện xoắn ốc. Màu sắc dao động từ vàng nhạt đến nâu nhạt, với màu bóng khác nhau. Bánh obwarzanek điển hình là loại có đường kính 12–17 cm (5–7 in), dày 2–4 cm (0,8–1,6 in) và nặng 80–120 gam (3–4 oz).
Các sợi bột xoắn ốc có thể nhìn thấy được của vỏ bánh là lớp bột cứng khi chạm vào và bề mặt bánh thay đổi từ mịn đến hơi thô. Lớp vỏ bên trong có màu nhạt, mềm và hơi xốp. Vị bánh ngọt là do đặc trưng của các sản phẩm bánh được luộc sơ rồi sau đó đem nướng. Obwarzanki được trang trí theo truyền thống bằng cách rắc các thành phần khác nhau như muối thô, hạt anh túc, hạt mè, hạt lanh, hạt nigella, thảo mộc hỗn hợp hoặc gia vị hỗn hợp (paprika, Carum carvi, tiêu), pho mát bào, vụn hành tây, v.v 

## Thành phần và chế biến

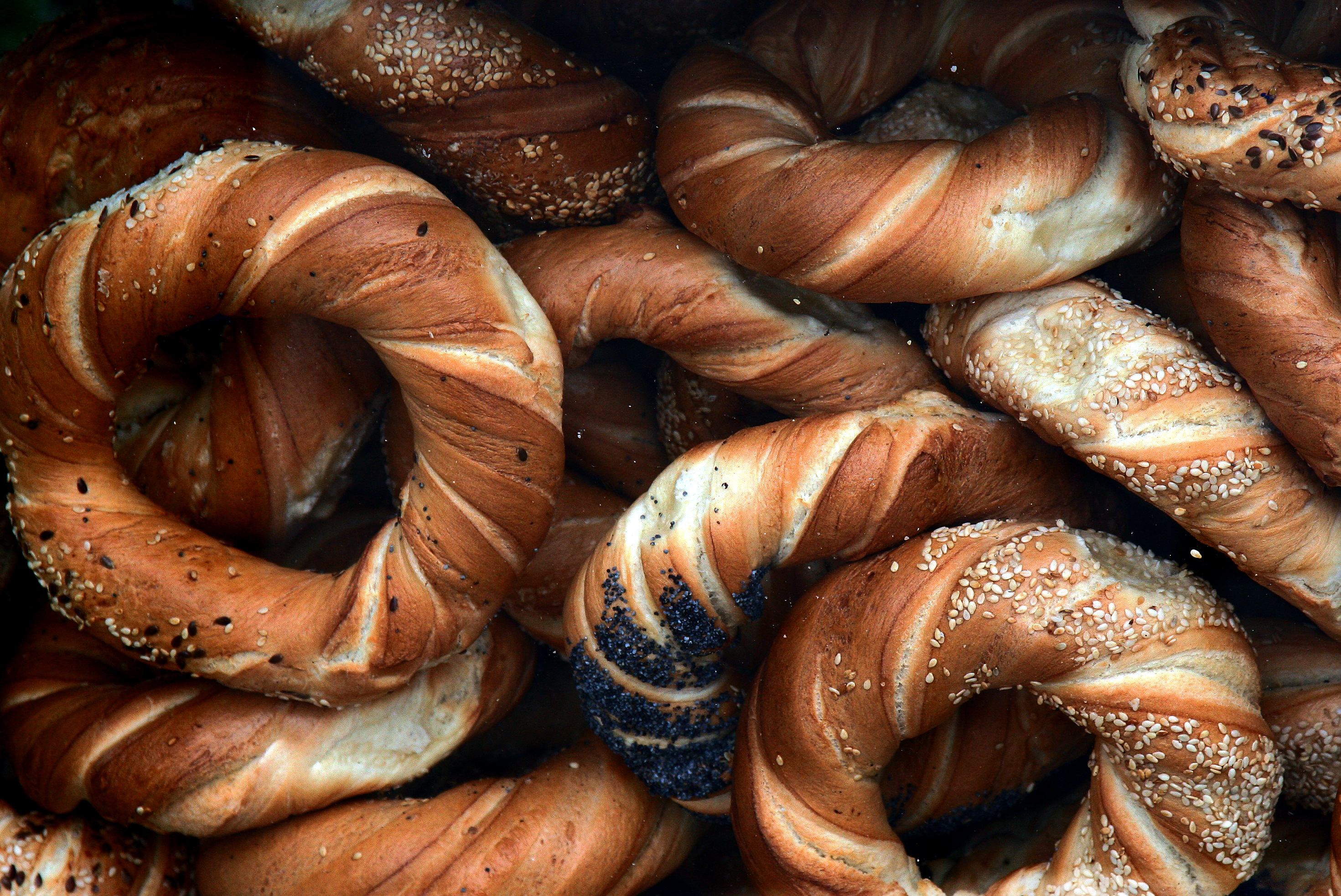
Obwarzanki được rắc với hạt anh túc, hạt mè và hạt lanh

Bột làm obwarzanki là bột mì, lên đến 30 phần trăm trong đó có thể được thay bằng bột lúa mạch đen. Với các thành phần khác, thêm vào mỗi 100 kilôgam (220 lb) bột, bao gồm:
- 2–3 kg (4–7 lb) chất béo,
- 2–4 kg (4–9 lb) đường,
- 1–2 kg (2–4 lb) men,
- 1–1,5 kg (2–3 lb) muối,
- 40–48 lít (9–11 gal Anh; 11–13 gal Mỹ) nước.[3]

Bột được chế biến bằng cách dùng phương pháp một giai đoạn. Khi đã trộn đều, để sang một bên chờ bột nở, mùa hè có thể mất vài phút nhưng lên đến một giờ vào mùa đông. Bột được chia thành các phần nhỏ, lăn tròn và cắt thành dải. Người thợ làm bánh xoắn hai hoặc ba dải thành hình xoắn ốc và sau đó tạo thành một vòng bằng cách xoay chúng quanh tay mình và ấn vào bàn. Chiếc bánh tròn được đặt trên một tấm ván hoặc lưới để proofing, và sau đó luộc sơ trong nước với nhiệt độ ít nhất 90 °C (194 °F) cho đến khi nổi lên trên bề mặt. Nước có thể được làm ngọt với một lượng rất nhỏ mật ong. Bánh obwarzanek sau đó được trang trí và đem nướng.
Khi đã nguội, bánh obwarzanek có thể được xếp vào bao bì. Nếu xếp vào trước khi nguội, bánh sẽ nhanh chóng mất đi độ giòn và bị dai. Bánh Obwarzanki thường được bán không có bao bì và ghi nhãn.

## Lịch sử

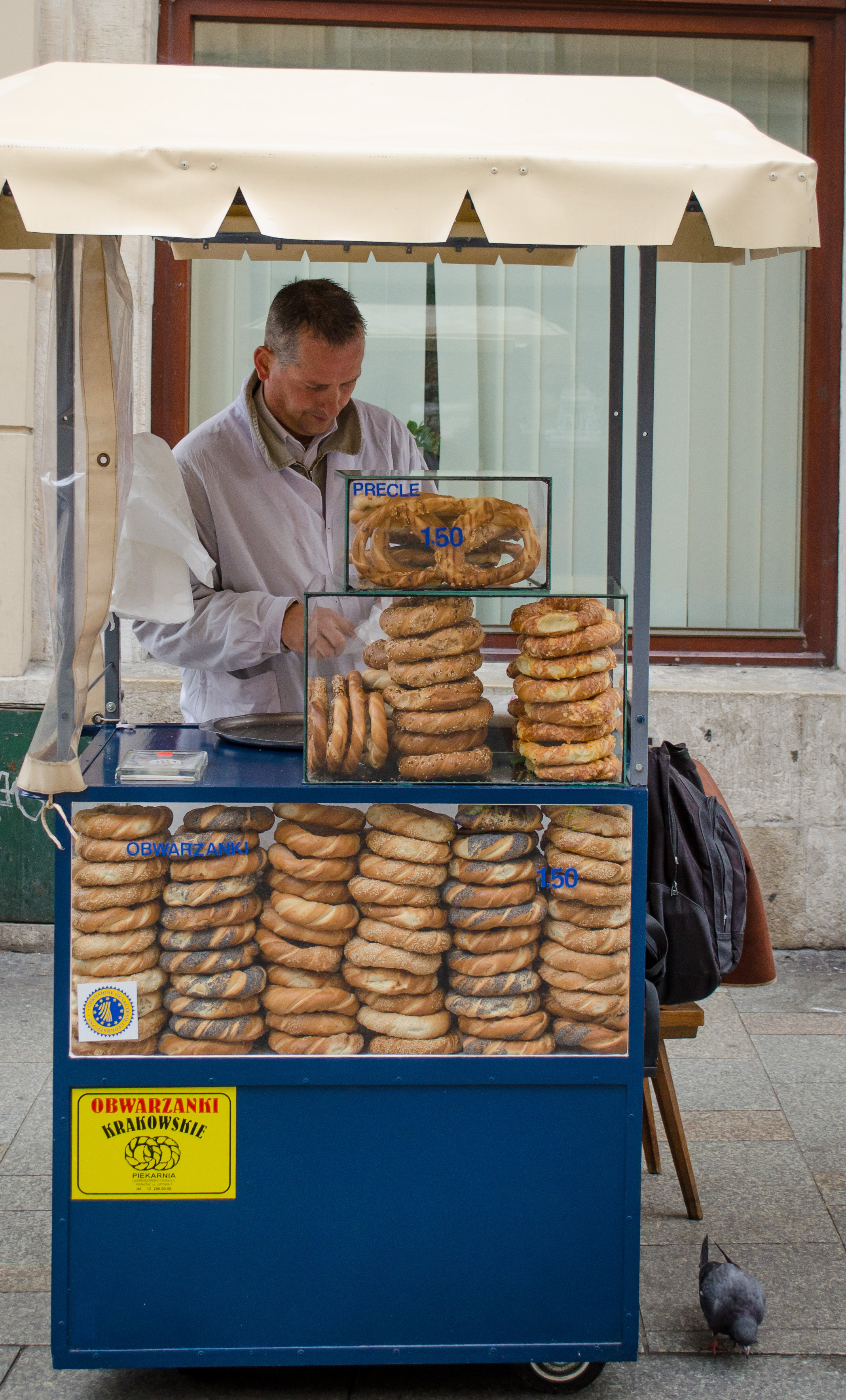
Một người bán hàng rong ở Kraków đang bán obwarzanki và Brezel từ một xe đẩy điển hình

Các tài liệu tham khảo được biết đến sớm nhất về obwarzanki là được nướng ở Kraków, cố đô hoàng gia của Ba Lan, xuất hiện trong các ghi chép thiết triều của Vua Vladislaus II Jagiełło và đương kim Hoàng hậu Hedwig. Một khoản được đưa vào ngày 2 tháng 3 năm 1394 ghi chú rằng sản phẩm dùng cả tên tiếng Ba Lan và tên tương đương của nó trong tiếng Latin thời Trung Cổ của Ba Lan, circuli, hay"những chiếc nhẫn":"dành cho hoàng hậu, cho những chiếc nhẫn của obwarzanki [pro circulis obarzankij], 1 grosz".
Năm 1496, Vua John Albert ban cho hội thợ làm bánh của thành phố Kraków độc quyền việc nướng bánh mì trắng, trong đó bao gồm bánh obwarzanki. Đặc quyền này sau đó đã được xác nhận bởi tất cả các vị vua Ba Lan cho đến đời John III Sobieski. Ban đầu, bánh obwarzanki chỉ có thể được làm trong Mùa Chay bởi các thợ làm bánh được hội chỉ định đặc biệt cho mục đích này. Hội ban hành sắc lệnh năm 1611 quy định việc bán obwarzanki bên trong tường thành và việc lựa chọn các thợ làm bánh được phép bán chúng.
Một thay đổi triệt để đã diễn ra ở thế kỷ 19. Vào ngày 22 tháng 1 năm 1802, một sắc lệnh đã được ký quy định rằng bất cứ thợ làm bánh nào cũng có quyền nướng bánh obwarzanki khi đến lượt ông ta làm điều này. Các thợ làm bánh được ủy quyền nướng obwarzanki đã được lựa chọn bằng cách vẽ ra các lô. Phong tục vẽ lô đó có thể đã kết thúc vào năm 1849, nhưng không có bằng chứng nào rằng việc này tiếp tục sau thời điểm đó. Điều này có nghĩa rằng theo thời gian, các quy tắc được nởi lỏng và bất cứ thợ làm bánh nào cũng có thể làm obwarzanki vào bất cứ ngày nào trong năm, và ngày nay vẫn vậy.
Obwarzanki được bán ở các quầy hàng mở cửa trước 6 giờ sáng để cư dân Kraków có thể mua khi vừa được nướng xong vào sáng sớm. Hội giám sát chất lượng và độ tươi ngon của các sản phẩm, tám trong số các thành viên của hội chịu trách nhiệm kiểm tra các quầy hàng. Bất cứ vi phạm nào cũng đều bị trừng phạt nghiêm khắc. Sau đó, mọi người bắt đầu bán obwarzanki theo các cách khác nhau. Cuối những năm 1950, họ đựng trong các giỏ đan lát để bán trực tiếp.
Ở thời hiện đại, bánhobwarzanki không chỉ được bán trong các cửa hàng và tiệm bánh mà còn trên các xe đẩy ngoài đường. Có khoảng 170 đến 180 xe đẩy như vậy bán obwarzanki ở Kraków ngày nay. Trung bình trong một ngày có khoảng gần 150,000 bánh được bán ra trên thị trường Kraków.
Bánh obwarzanek krakowski thường là nét đặc trưng trong các chiến dịch quảng bá Kraków. Như một biểu tưởng nổi tiếng của Kraków và Lesser Poland, bánh thường được dùng để quảng cáo nhắm vào người dân địa phương và khách du lịch. Bánh cũng đã đạt giải thưởng tại cuộc thi Nasze Kulinarne Dziedzictwo (Di sản Ẩm thực của Chúng tôi), và đã nhận được một giải thưởng tại 2003 hội chợ Nông sản Quốc tế Polagra tại Poznań. Bánh luôn là đại diện tại lễ hội bánh mì Święto Chleba, một sự kiện được tổ chức thường xuyên ở Kraków.